# Видем (Кршко)
Видем (словен. Videm) је мало село у општини Кршко, која припада Посавској регији у Републици Словенији.

## Становништво
По последњем попису из 2002. г. насеље Видем имало је 11 становника.

## Историја
Село припада историјској покрајини Крањска. Кметови из овог места учествовали су у сељачкој буни 1573.